# Boves
Pour les articles homonymes, voir Boves (homonymie).
Boves est une commune française située dans le département de la Somme en région Hauts-de-France.

## Géographie

### Localisation
Boves est un bourg picard de l'Amiénois.
À vol d'oiseau, la commune est située à 9 km au sud-est d'Amiens, 9 km au sud-ouest de Villers-Bretonneux, 10 km au nord-est d'Ailly-sur-Noye, 11 km au sud-ouest de Corbie et à 50 km au nord-est de Beauvais.
Le territoire de la commune est limitrophe de ceux de dix communes.
Les communes limitrophes sont  Blangy-Tronville, Cagny, Cottenchy, Fouencamps, Gentelles, Glisy, Longueau, Sains-en-Amiénois, Saint-Fuscien et Thézy-Glimont.

### Nature du sol et du sous-sol
Le sol de la commune est crayeux sur la rive droite de l'Avre et siliceux et argileux sur la rive gauche.

### Relief, paysage, végétation
Le paysage de la commune revêt deux aspects, celui des plaines et celui des  vallées. Prairies, étangs et tourbières alternent dans les vallées. La plaine est accidentée. La vallée de la Noye se caractérise par des falaises calcaires. L'altitude oscille de 28 m dans les vallées à 105 m à la ferme de Cambos.

### Hydrographie

#### Réseau hydrographique

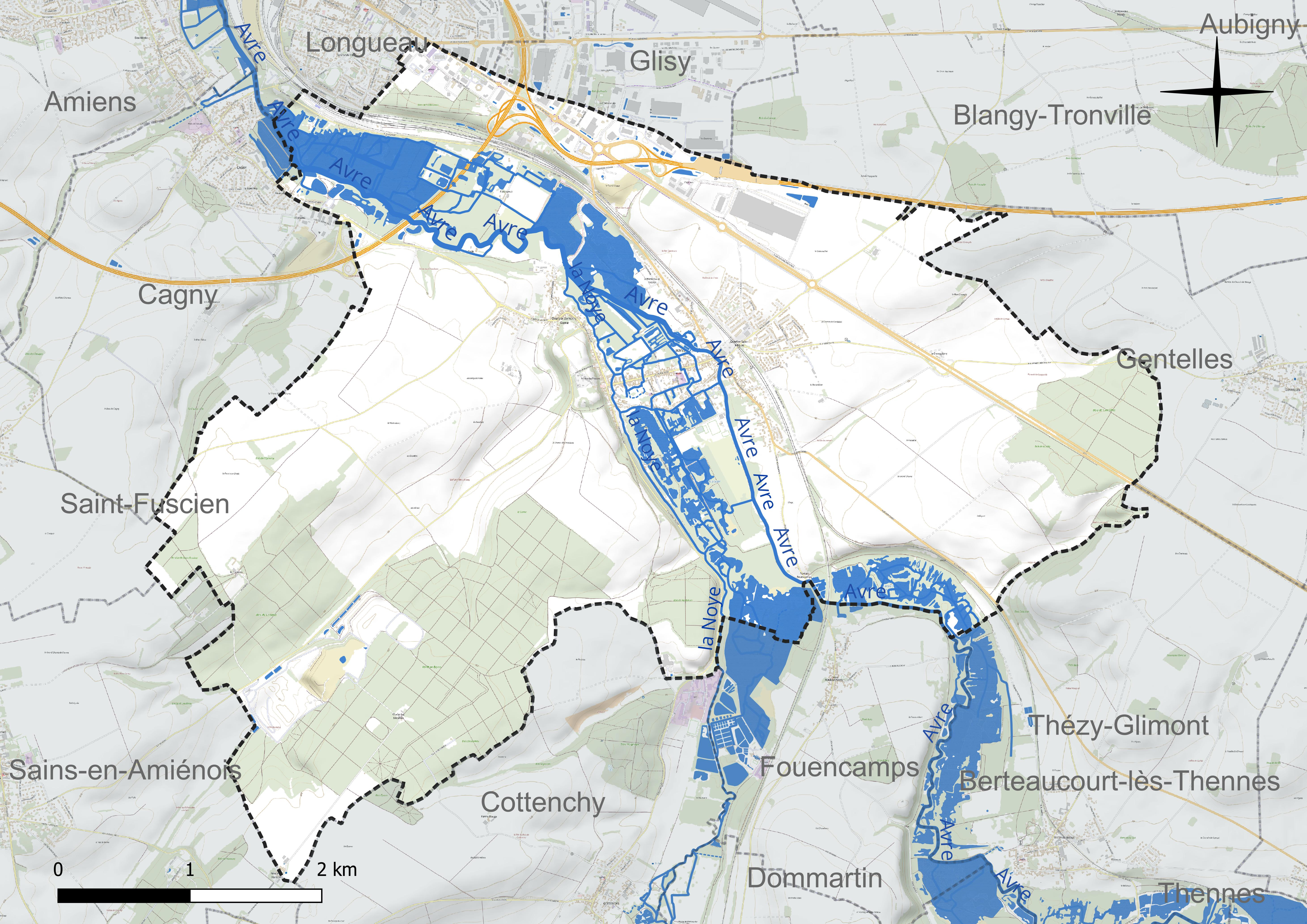
Réseau hydrographique de Boves.

La commune est située dans le bassin Artois-Picardie. Elle est drainée par la Noye, l'Avre, les Canaux de Boves et divers autres petits cours d'eau.
La Noye, d'une longueur de 33 km, prend sa source dans la commune de Vendeuil-Caply et se jette  dans l'Avre sur la commune, après avoir traversé 13 communes.
L'Avre, d'une longueur de 66 km, prend sa source dans la commune de Amy, à 81 m d'altitude, et se jette  dans la Somme à Longueau, à 24 m d'altitude, après avoir traversé 31 communes. Les caractéristiques hydrologiques de l'Avre sont données par la station hydrologique située sur la commune. Le débit moyen journalier maximum est de 6,8 m3/s, atteint lors de la crue du 22 juin 2024. Le débit instantané maximal est quant à lui de 6,93 m3/s, atteint le même jour.

#### Gestion et qualité des eaux
Le territoire communal est couvert par le schéma d'aménagement et de gestion des eaux (SAGE) « Somme aval et Cours d'eau côtiers ». Ce document de planification concerne un territoire de 1 835 km2 de superficie, délimité par le bassin versant de la Somme canalisée. Le périmètre a été arrêté le 29 avril 2010 et le SAGE proprement dit a été approuvé le 6 août 2019. La structure porteuse de l'élaboration et de la mise en œuvre est le syndicat mixte d'aménagement hydraulique du bassin versant de la Somme (AMEVA).
La qualité des cours d'eau peut être consultée sur un site dédié géré par les agences de l'eau et l'Agence française pour la biodiversité.

### Climat
Pour des articles plus généraux, voir Climat des Hauts-de-France et Climat de la Somme.
En 2010, le climat de la commune est de type climat océanique dégradé des plaines du Centre et du Nord, selon une étude du CNRS s'appuyant sur une série de données couvrant la période 1971-2000. En 2020, Météo-France publie une typologie des climats de la France métropolitaine dans laquelle la commune est exposée à un climat océanique et est dans la région climatique Nord-est du bassin Parisien, caractérisée par un ensoleillement médiocre, une pluviométrie moyenne régulièrement répartie au cours de l'année et un hiver froid (3 °C).
Pour la période 1971-2000, la température annuelle moyenne est de 10,5 °C, avec une amplitude thermique annuelle de 14,1 °C. Le cumul annuel moyen de précipitations est de 652 mm, avec 11,1 jours de précipitations en janvier et 8,4 jours en juillet. Pour la période 1991-2020, la température moyenne annuelle observée sur la station météorologique la plus proche, située sur la commune de Glisy à 4 km à vol d'oiseau, est de 11,1 °C et le cumul annuel moyen de précipitations est de 646,6 mm,. Pour l'avenir, les paramètres climatiques de la commune estimés pour 2050 selon différents scénarios d'émission de gaz à effet de serre sont consultables sur un site dédié publié par Météo-France en novembre 2022.
| Mois                                  | jan.           | fév.             | mars          | avril         | mai             | juin           | jui.           | août           | sep.           | oct.            | nov.            | déc.             | année      |
| ------------------------------------- | -------------- | ---------------- | ------------- | ------------- | --------------- | -------------- | -------------- | -------------- | -------------- | --------------- | --------------- | ---------------- | ---------- |
| Température minimale moyenne (°C)     | 1,6            | 1,6              | 3,4           | 5,1           | 8,4             | 11,4           | 13,4           | 13,3           | 10,7           | 8               | 4,7             | 2,2              | 7          |
| Température moyenne (°C)              | 4,2            | 4,7              | 7,5           | 10,1          | 13,5            | 16,5           | 18,7           | 18,7           | 15,6           | 11,8            | 7,6             | 4,7              | 11,1       |
| Température maximale moyenne (°C)     | 6,7            | 7,8              | 11,5          | 15,2          | 18,5            | 21,6           | 23,9           | 24             | 20,5           | 15,6            | 10,5            | 7,1              | 15,2       |
| Record de froid (°C) date du record   | −14,6 10.01.09 | −12,7 07.02.1991 | −10 04.03.05  | −3,9 08.04.03 | −1,2 07.05.1997 | 0,1 05.06.1991 | 4,5 04.07.1990 | 5,2 08.08.1990 | 1,1 27.09.1990 | −5,4 30.10.1997 | −9,5 24.11.1998 | −13,5 29.12.1996 | −14,6 2009 |
| Record de chaleur (°C) date du record | 15,8 09.01.15  | 19,4 24.02.1990  | 24,1 31.03.21 | 26,7 19.04.18 | 31,5 27.05.05   | 36 27.06.11    | 41,7 25.07.19  | 38,1 10.08.03  | 34,2 15.09.20  | 28 10.10.23     | 20,7 07.11.15   | 17,1 07.12.00    | 41,7 2019  |
| Ensoleillement (h)                    | 637            | 865              | 1 469         | 2 063         | 2 027           | 2 203          | 224            | 1 881          | 168            | 1 169           | 711             | 665              | 17 609     |
| Précipitations (mm)                   | 48,8           | 45               | 45,3          | 39,4          | 55,9            | 54,6           | 58,9           | 59,9           | 48,4           | 57,7            | 60,4            | 72,3             | 646,6      |

#### Urbanisme est aménagement du territoire
La commune présente un habitat groupé avec un centre bourg reliant l'église, la mairie et la route Amiens-Moreuil.

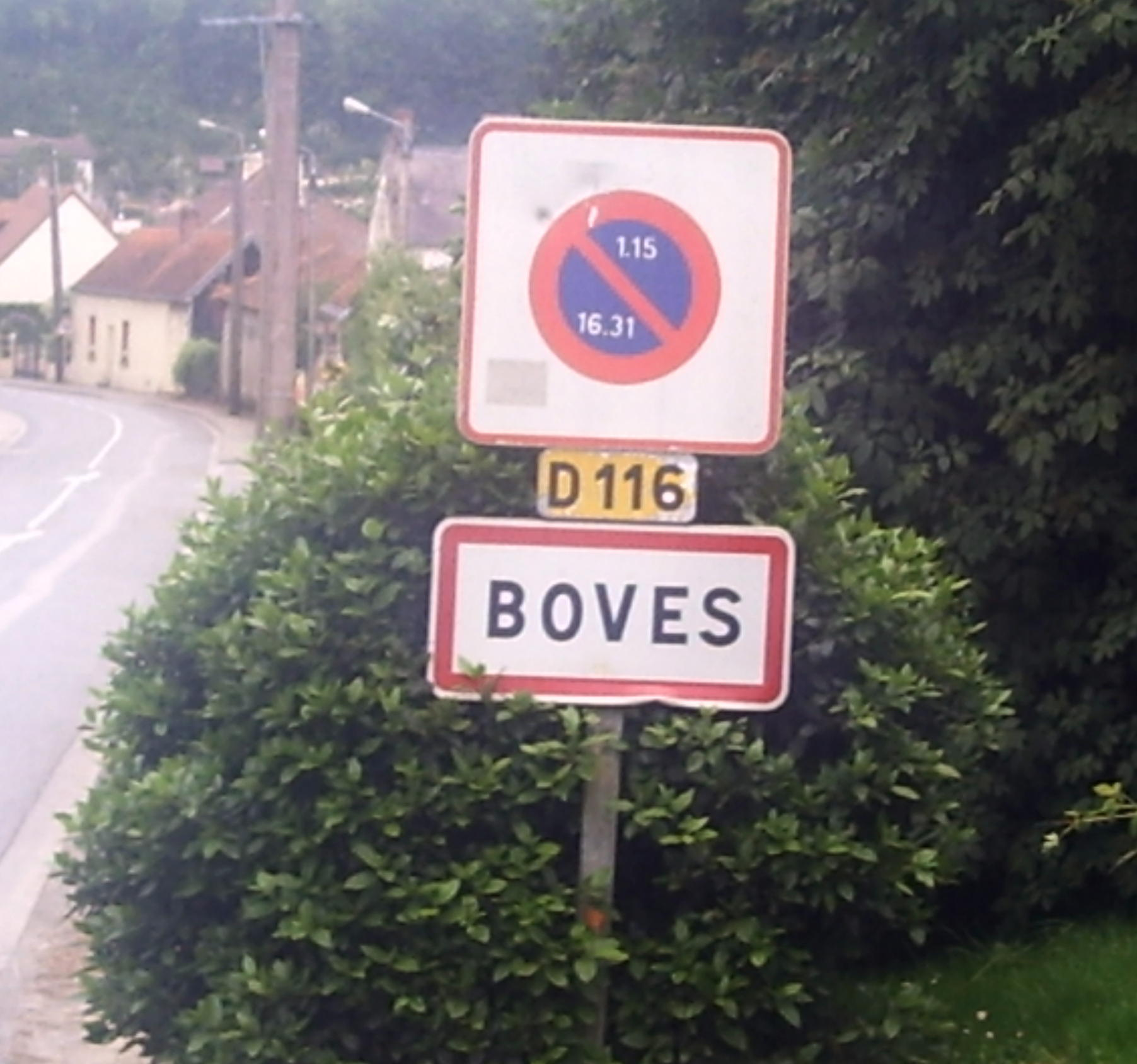
Panneau à l'entrée de la localité, sur la route d'Amiens.
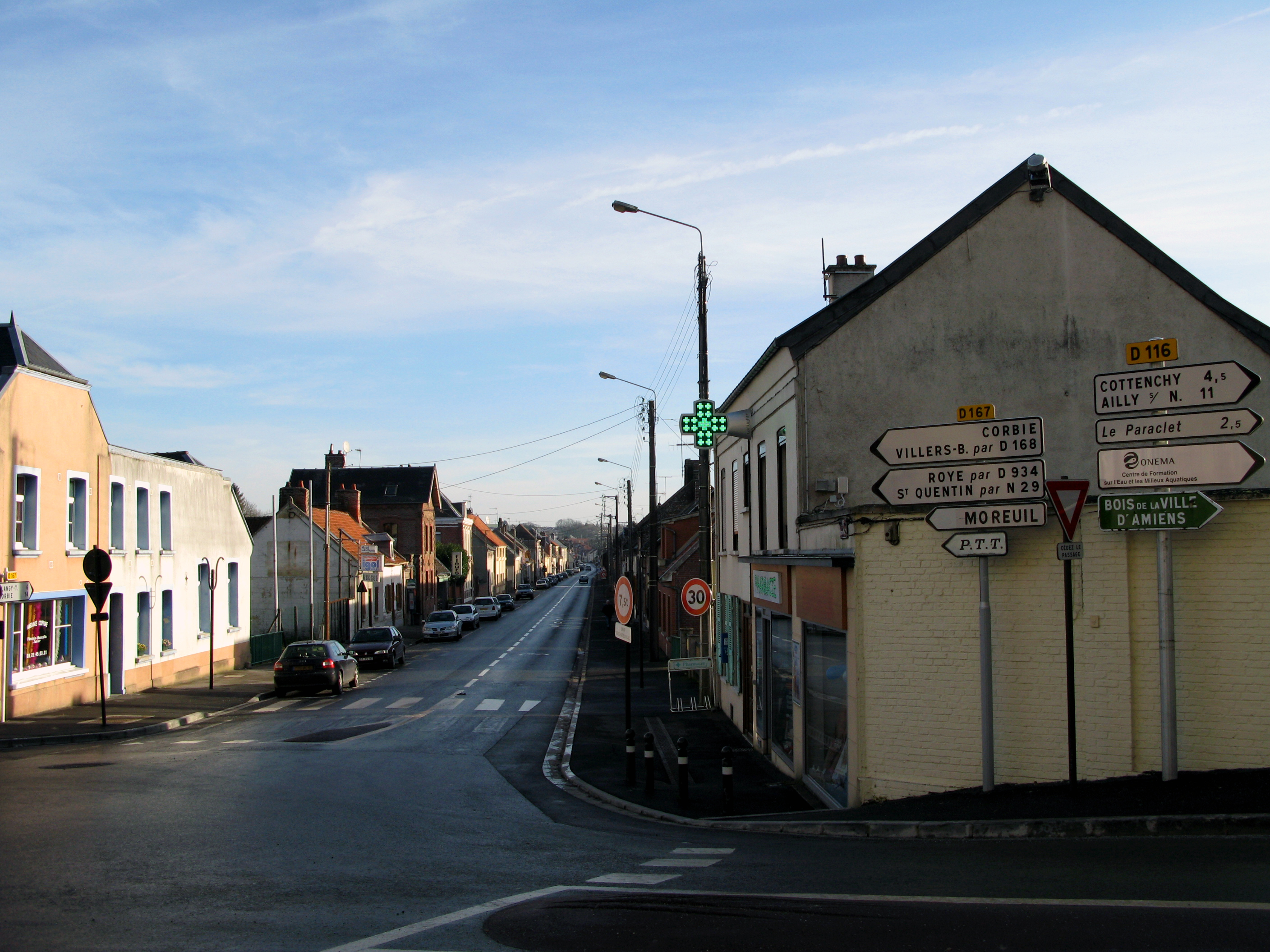
La rue principale vue depuis l'église.
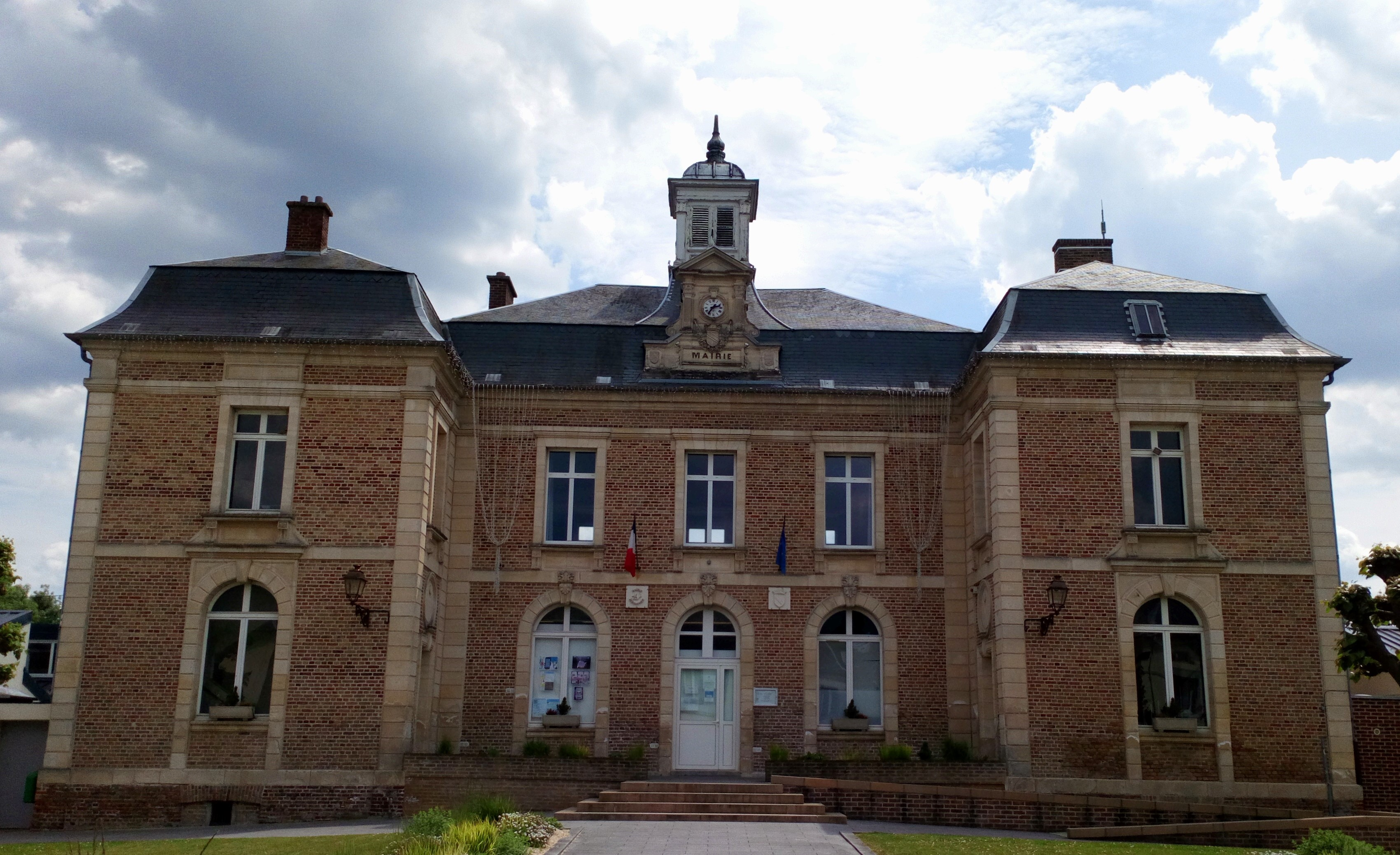
Mairie de Boves.
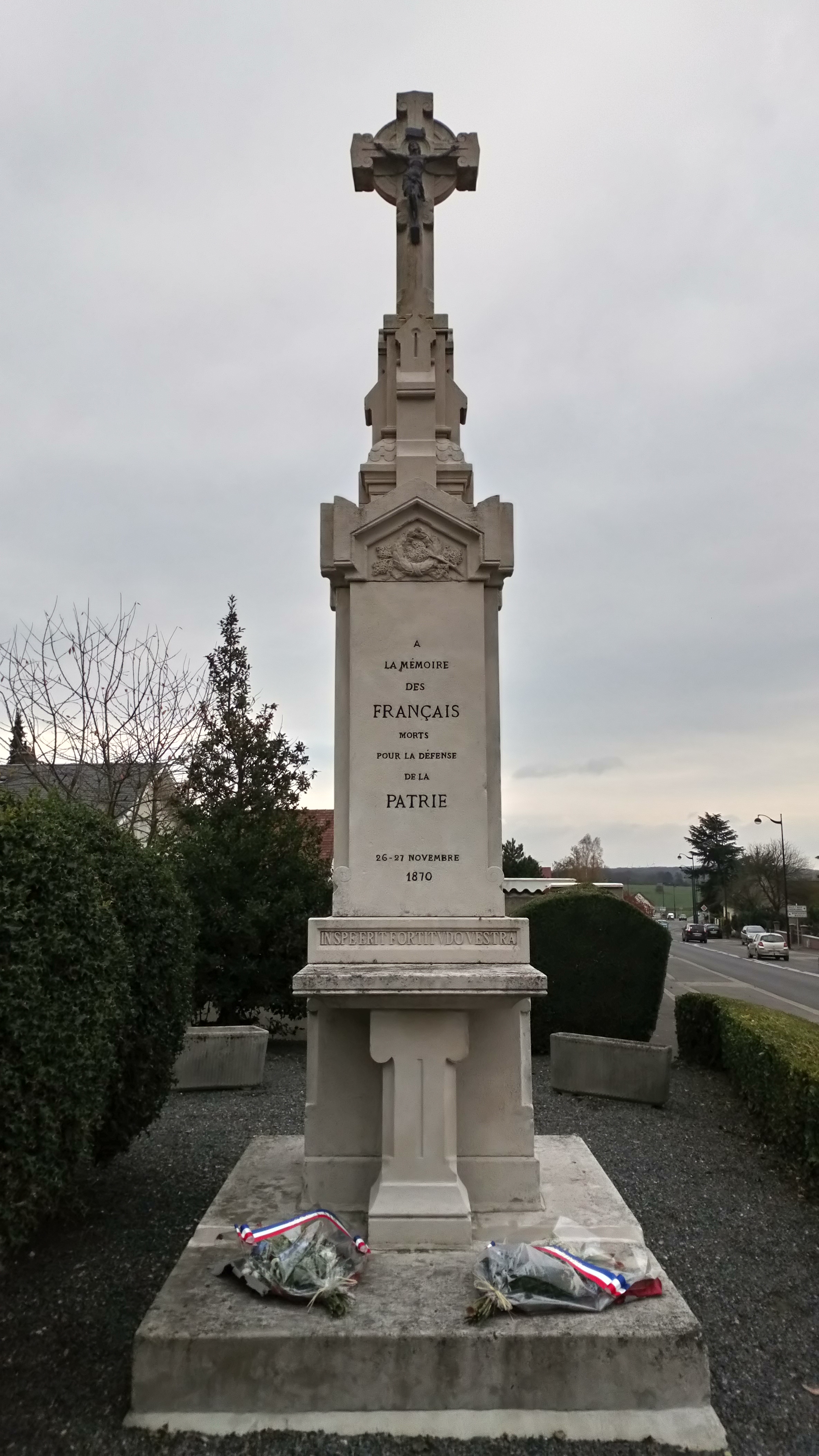
Monument dédié à la Guerre de 1870.
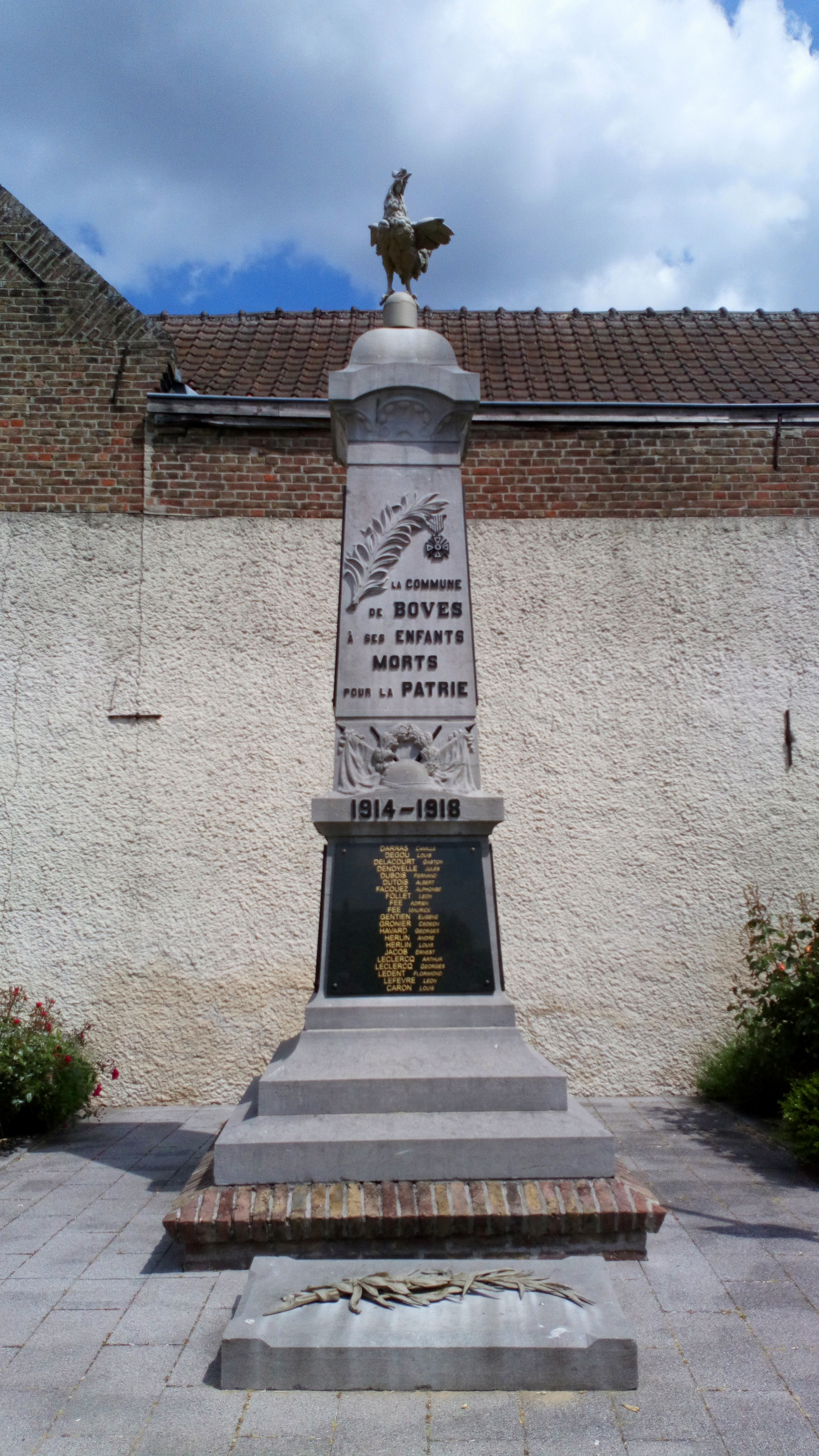
Monument aux morts.

## Urbanisme

### Typologie
Au 1er janvier 2024, Boves est catégorisée bourg rural, selon la nouvelle grille communale de densité à sept niveaux définie par l'Insee en 2022.
Elle appartient à l'unité urbaine d'Amiens, une agglomération intra-départementale regroupant onze  communes, dont elle est une commune de la banlieue,,. Par ailleurs la commune fait partie de l'aire d'attraction d'Amiens, dont elle est une commune de la couronne,. Cette aire, qui regroupe 369 communes, est catégorisée dans les aires de 200 000 à moins de 700 000 habitants,.

### Occupation des sols

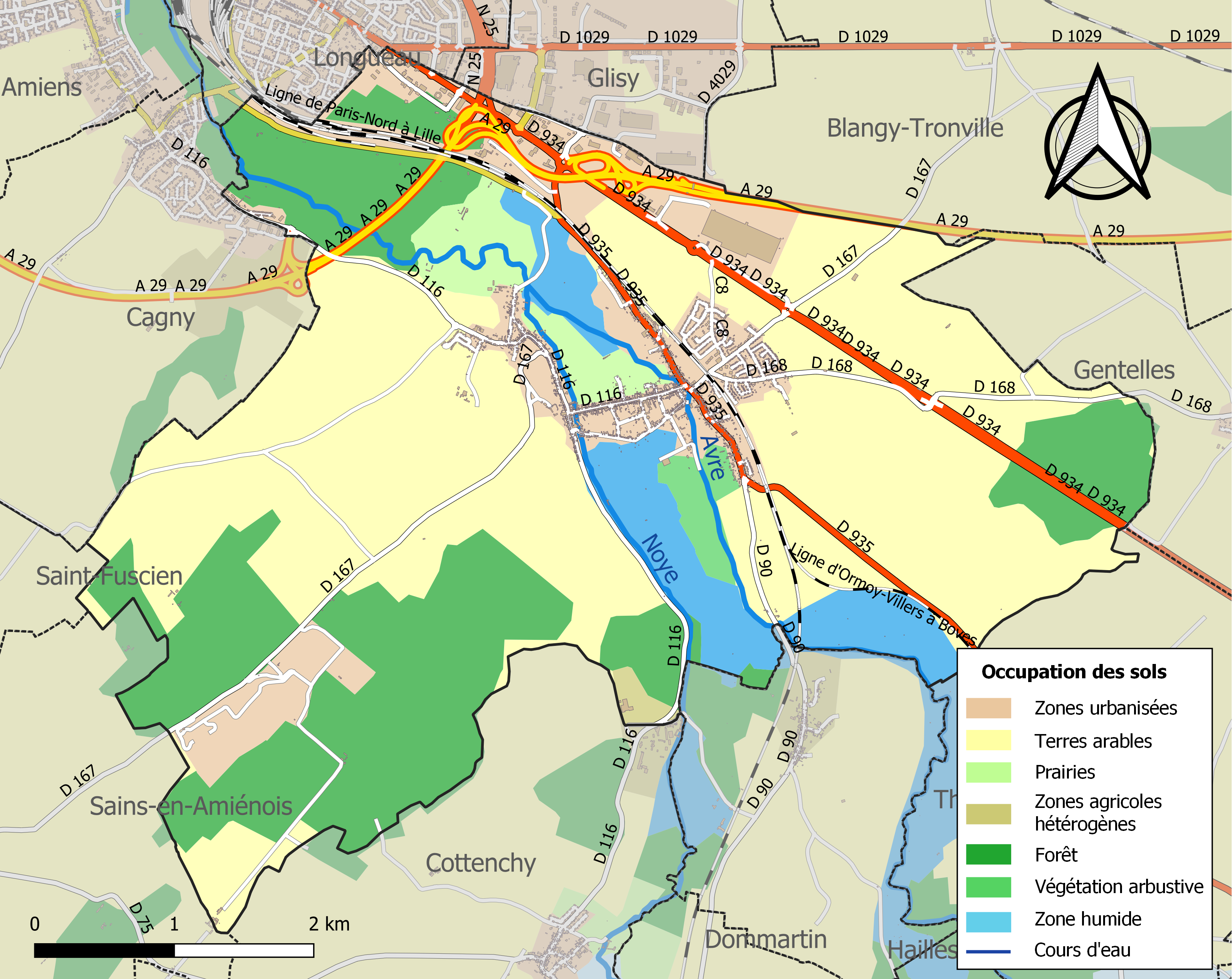
Carte des infrastructures et de l'occupation des sols de la commune en 2018 (CLC).

L'occupation des sols de la commune, telle qu'elle ressort de la base de données européenne d'occupation biophysique des sols Corine Land Cover (CLC), est marquée par l'importance des territoires agricoles (51,3 % en 2018), en diminution par rapport à 1990 (59,1 %). La répartition détaillée en 2018 est la suivante : 
terres arables (47,7 %), forêts (25,8 %), eaux continentales (6,9 %), zones industrielles ou commerciales et réseaux de communication (6,4 %), zones urbanisées (6 %), prairies (3,2 %), mines, décharges et chantiers (2,3 %), milieux à végétation arbustive et/ou herbacée (1,2 %), zones agricoles hétérogènes (0,4 %). L'évolution de l'occupation des sols de la commune et de ses infrastructures peut être observée sur les différentes représentations cartographiques du territoire : la carte de Cassini (XVIIIe siècle), la carte d'état-major (1820-1866) et les cartes ou photos aériennes de l'IGN pour la période actuelle (1950 à aujourd'hui).

### Voies de communication et transports
- Transports urbains : Le réseau Ametis dessert régulièrement la commune avec sa ligne 13, du Lundi au Dimanche. Des renforts scolaires de la ligne 10 ainsi que les lignes scolaires T38 et T39 desservent également la commune en période scolaire.
- Transports inter-urbains : La localité est desservie par les lignes d'autocars du réseau Trans'80, Hauts-de-France, tous les jours sauf le dimanche et les jours fériés (ligne 741, Montdidier - Ailly-sur-Noye - Amiens et ligne 760, Davenescourt - Moreuil - Amiens)[23].
- Transports ferroviaires : Boves est située a une bifurcation de voies ferrées, la ligne Amiens-Paris d'une part et la ligne Amiens-Compiègne d'autre part. La gare de Boves est desservie par des TER reliant la gare d'Amiens à la gare de Creil ou la gare de Compiègne.

## Toponymie
Le nom de la localité est attesté sous les formes Bova en 1044 ; Botua en 1105 ; Bothua en 1147 ; Bobæ (castrum Bobarum) en 1184 ; Bove en 1212 ; Boue en 1247 ; Terra de Bovis en 1255 ; Boves en 1292 ; Bosve en 1397 ; Bouves en 1483 ; Bona super Ambianis en 1492 ; Boulles en 1634 ; Boués en 1753.
- On trouve plusieurs formes pour désigner Boves dans les textes anciens : Bova, Bovea, Bobe, Bovas, Boshua, et enfin Boves[25].
- Sens du toponyme : Bove (souterrain), ou bovel. Dans les départements du Nord de la France, on retrouve cette association graphie/sens. Par exemple, les boves d'Arras ou du canton de Vailly-sur-Aisne, de bova (souterrain en forme de boyau), sont des grottes allongées en forme de boyau. Elles ont servi d'habitat depuis le néolithique et pendant toute l'époque gauloise au moins, creusées dans le massif calcaire. Les Bovettes (ou bovelles) sont des petites fermes construites autour des boves et qui comportent toutes un souterrain.
- Interprétation locale du toponyme : aucun souterrain ou grotte sur la commune[réf. nécessaire] qui est pourtant très calcaire. Il reste donc à interpréter le toponyme.

## Histoire

### Préhistoire
Des silex taillés et de grosses pierres en grès ont été trouvés sur le territoire de la commune, peut-être des restes de dolmens ou de menhirs.

### Antiquité
On a retrouvé des monnaies d'époque romaine sur le territoire de Boves.

### Moyen Âge
- Au début du Xe siècle, fut construite la motte castrale de Boves. Dans la basse cour du château, fut construit le prieuré Saint-Ausbert rattaché à l'Ordre de Cluny et qui au XIIe siècle dépendait du prieuré de Lihons-en-Santerre[26]. La famille féodale de Boves émerge alors, possédant aussi Caix, Harbonnières, Fouencamps, Parpes ; Hugues de Boves, fl. vers l'an mil, est sans doute le père de Dreux de Boves alias Dreux de Parpes (Papiriacum, sans doute Pav(e)ry à Thézy-Glimont ; né au début du XIe siècle et † vers 1071/1076), vicomte de Corbie, avoué de l'évêque d'Amiens et/ou de l'abbaye de Corbie (ces titres resteront attachés à la seigneurie de Boves), un fidèle des comtes d'Amiens et de Vexin. Le fils de Dreux, Enguerrand de Boves († 1116), devient un personnage important en devenant comte d'Amiens en 1085 et en s'emparant par la force en 1079 de Coucy dont il épouse l'héritière, Ade/Adèle/Adélaïde de Marle et Coucy, très probablement la nièce du comte-archevêque Ebles de Roucy. Le couple fonde la dynastie des seigneurs de Coucy avec Thomas de Marle, fils d'Ade et fils putatif d'Enguerrand.
- Juillet 1185 : Philippe-Auguste signa un traité qui mettait fin au conflit entre le roi et le comte de Flandre Philippe d'Alsace au sujet de l'héritage d'Élisabeth de Vermandois et qui permit au roi d'acquérir 65 châteaux du Vermandois, la ville d'Amiens et l'expectative de l'Artois[27].

La seigneurie de Boves est donc possédée depuis le XIe siècle par la Maison de Coucy, en fait par une branche cadette car elle fut héritée par un fils puîné de Thomas de Marle, Robert, frère d'Enguerrand II ; puis elle passe aux Florennes-Rumigny par le mariage d'Elisabeth/Isabelle/Isabeau de Boves, petite-fille de Robert (voir l'article Boves pour la filiation), avec Nicolas V de Florennes-Rumigny, d'ailleurs un lointain cousin puisqu'il descendait en lignée féminine du comte-archevêque Ebles.
En 1255, Nicolas V de Florennes-Rumigny († 1257), aussi seigneur d'Aubenton, Martigny et Pesche (et de Château-Porcien), devient donc également seigneur de Boves par sa femme Isabelle. À ce titre, il confirme une libéralité de son frère Jacques en faveur de l'église de Foigny. Sa veuve Isabelle, confirme, en 1259, une charte de son mari qui accordait à l'abbaye de Chaumont depuis 20 ans la moitié de sa pêche dans l'Aisne.
Comme Florennes et Rumigny, Boves échoit ensuite en 1270 à la Maison de Lorraine par le mariage d'Isabelle de Rumigny, petite-fille d'Isabeau de Boves et Nicolas V de Florennes, avec Thibaut de Lorraine, fils aîné du duc Ferry III ; elle y restera jusqu'au commencement du XVIIe siècle, passant notamment à la branche cadette de Vaudémont depuis Ferry (fils puîné du duc Jean), branche qui accéda à son tour au duché en 1473 avec René II. Comme les autres possessions françaises de la Maison de Lorraine, la baronnie de Boves va à la branche cadette de Lorraine-Guise : au duc Claude († 1550), fils puîné de René II ; le dernier titulaire héréditaire est le duc d'Aumale Charles († 1630), petit-fils de Claude.
- 16 octobre 1415 : le roi d'Angleterre, Henri V, négocia le passage de son armée contre des vivres en cherchant à traverser la Somme, 9 jours avant la bataille d'Azincourt. Ses soldats y volèrent du vin et demandèrent à Henri pourquoi il leur interdisait de remplir leurs bouteilles. Henri se fâcha, en disant qu'ils allaient prendre leurs estomacs comme leurs bouteilles et devenir trop ivres[29].

### Époque moderne
Pendant la Ligue et les Guerres de Religion, le château de Boves servit d'arsenal aux Ligueurs. Pendant le siège d'Amiens, en 1597, le roi Henri IV séjourna à plusieurs reprises au château de Boves.
En 1606, le château de Boves, qui appartenait comme on l'a vu à la famille de Lorraine-Guise, fut confisqué sur le duc ligueur Charles d'Aumale avec la baronnie de Boves, la vicomté de Corbie et l'avouerie de Boves (sur l'Eglise d'Amiens et/ou l'abbaye de Corbie), et adjugé à Bénigne Bernard, maître d'hôtel d'Henri IV, † en 1626.
S'ensuivirent, par acquisition ou liens de parenté, plusieurs possesseurs :
- Nicolas de Moÿ/de Moüy/de Mo(u)y de Riberpré (issu des sires de Moÿ et Mouy en Picardie ; cité en 1657 ; marquis de Boves, gouverneur d'Amiens), puis son fils Charles de Mouy (cité en 1660, marquis de Riberpré et de Boves, lieutenant-général, gouverneur de Ham, † sans postérité en 1681), dont la veuve Elisabeth-Françoise (de) Gruyn transmit Boves et Riberpré à sa sœur Louise-Henriette (de) Gruyn (deux filles de Charles Gruyn/Grain/Groin des Bordes et de sa 1re femme, commissaire de l'Artillerie de France, conseiller du roi, financier, bâtisseur de l'Hôtel de Lauzun, qui semble avoir été le beau-frère de Charles de Moüy par sa 2e épouse, Geneviève de Mouy[31]), épouse en 1672 de Jean Leclerc de Grandmaison, prévôt de l'Ile, Trésorier général et extraordinaire des Guerres, † vers 1698 ; Suivit alors un certain Denis d'Aubourg de Montigny, puis :
- Jean II de Turmenies/Turmenyes de Nointel et son frère Edme-François de Turmenies/Turmenyes de Montigny, deux gardes du Trésor royal, fils de Jean Ier de Turmenies de Nointel, lèguèrent Boves à leurs petites-nièces la duchesse d'Ancenis et la duchesse de Biron (la sœur des deux frères, Marie-Marguerite de Turmenies-Nointel, avait épousé Alphonse-Denis Huguet de Sémonville, d'où Marguerite-Elisabeth Huguet de Sémonville, épouse en 1711 de François IV de La Rochefoucauld-Roye, comte de Roucy, d'où les deux sœurs - Marthe-Elisabeth (1720-1784), comtesse de Roucy, épouse de François-Joseph de Béthune-Chârost, duc d'Ancenis, et - Françoise-Pauline de La Rochefoucauld (1723-1794), femme du maréchal-duc Louis-Antoine de Biron), aux dépens de leur autre sœur Marie-Anne de Turmenies de Nointel (x 1° Mathieu de La Rochefoucauld-Barbezieux-Bayers, puis 2° Guy-André comte de Laval-Montmorency-Lezay) qui fut déboutée par le Parlement de Paris le 1er septembre 1746[32],[33].

La dernière propriétaire du château et de la terre de Boves fut donc la maréchale de Biron, détenue en tant que suspecte sous la Révolution, condamnée à mort par le Tribunal révolutionnaire le 27 juillet 1794, et exécutée dès le lendemain.

### Époque contemporaine
- Août 1835 : Victor Hugo visite les ruines du château.

#### Guerre de 1870
Au cours de la guerre franco-prussienne de 1870, lors de la bataille d'Amiens des combats se déroulèrent sur le territoire de la commune de Boves les 26 et 27 novembre 1870. L'insuffisance des moyens humains et matériels ne permirent pas de faire reculer l'ennemi.

#### Seconde Guerre mondiale
Le 8 septembre 1944, peu après la Libération d'Amiens et de sa région, les FFI de Boves découvrirent, à la lisière du bois de Gentelles, les cadavres de 26 Résistants fusillés par les Allemands, déposés dans deux fosses, anciennes cagnas de la Première Guerre mondiale.

## Politique et administration

### Liste des maires
| Période                                  | Période                | Identité                     | Étiquette      | Qualité                                              |
| ---------------------------------------- | ---------------------- | ---------------------------- | -------------- | ---------------------------------------------------- |
| Les données manquantes sont à compléter. |                        |                              |                |                                                      |
| 1977 [réf. nécessaire]                   | septembre 1994 (décès) | Gervais Leprêtre (1922-1994) |                |                                                      |
| 1994                                     | mars 2001              | Gérard Dauby                 |                | Médecin Ancien vice-président d'Amiens Métropole     |
| mars 2001                                | 2003                   | Daniel Dupuis                | SE             |                                                      |
| 2003                                     | mars 2008              | Patrick-Kléber Lefèvre       | DVD            | Ingénieur SNCF retraité                              |
| mars 2008                                | juillet 2020           | Daniel Parisot               | DVD            | Fonctionnaire retraité                               |
| juillet 2020,                            | En cours               | Maryse Vandepitte            | Sans étiquette | Chargée de clientèle dans un établissement financier |

## Population et société

### Démographie
L'évolution du nombre d'habitants est connue à travers les recensements de la population effectués dans la commune depuis 1793. Pour les communes de moins de 10 000 habitants, une enquête de recensement portant sur toute la population est réalisée tous les cinq ans, les populations de référence des années intermédiaires étant quant à elles estimées par interpolation ou extrapolation. Pour la commune, le premier recensement exhaustif entrant dans le cadre du nouveau dispositif a été réalisé en 2005.

En 2022, la commune comptait 3 273 habitants, en évolution de +4,3 % par rapport à 2016 (Somme : −1,26 %, France hors Mayotte : +2,11 %).
| 1793  | 1800  | 1806  | 1821  | 1831  | 1836  | 1841  | 1846  | 1851  |
| ----- | ----- | ----- | ----- | ----- | ----- | ----- | ----- | ----- |
| 1 009 | 1 105 | 1 139 | 1 403 | 1 568 | 1 642 | 1 690 | 1 840 | 1 776 |

| 1856  | 1861  | 1866  | 1872  | 1876  | 1881  | 1886  | 1891  | 1896  |
| ----- | ----- | ----- | ----- | ----- | ----- | ----- | ----- | ----- |
| 1 734 | 1 739 | 1 828 | 1 769 | 1 803 | 1 861 | 1 871 | 1 855 | 1 724 |

| 1901  | 1906  | 1911  | 1921  | 1926  | 1931  | 1936  | 1946  | 1954  |
| ----- | ----- | ----- | ----- | ----- | ----- | ----- | ----- | ----- |
| 1 852 | 1 717 | 1 686 | 2 039 | 1 867 | 1 833 | 1 799 | 1 918 | 1 856 |

| 1962  | 1968  | 1975  | 1982  | 1990  | 1999  | 2005  | 2006  | 2010  |
| ----- | ----- | ----- | ----- | ----- | ----- | ----- | ----- | ----- |
| 1 826 | 1 995 | 2 266 | 3 146 | 2 964 | 2 786 | 2 666 | 2 649 | 2 976 |

| 2015  | 2020  | 2022  | - | - | - | - | - | - |
| ----- | ----- | ----- | - | - | - | - | - | - |
| 3 104 | 3 335 | 3 273 | - | - | - | - | - | - |

### Enseignement
Les écoliers locaux sont accueillis au sein de l'école maternelle Les Capucines et de l'école primaire des Deux Vallées.
Un service de restauration, Aux délices des marais, a été mis en place par la commune.

### Vie associative
Les 44 associations locales permettent des activités variées liées au caritatif, à la musique, au sport…

## Économie
En 2016, le groupe américain Amazon.com fait part de l'implantation d'un hub logistique de 121 000 m2 de traitement des commandes, couvrant plusieurs hectares, sur la commune de Boves, avec, à la clé, la création de plusieurs centaines de postes.

## Culture locale et patrimoine

### Lieux et monuments

#### Ruines du château
Motte castrale et ruines du château fort (IXe – XVIe siècle), dont une nouvelle campagne de fouilles est réalisée en été 2008.

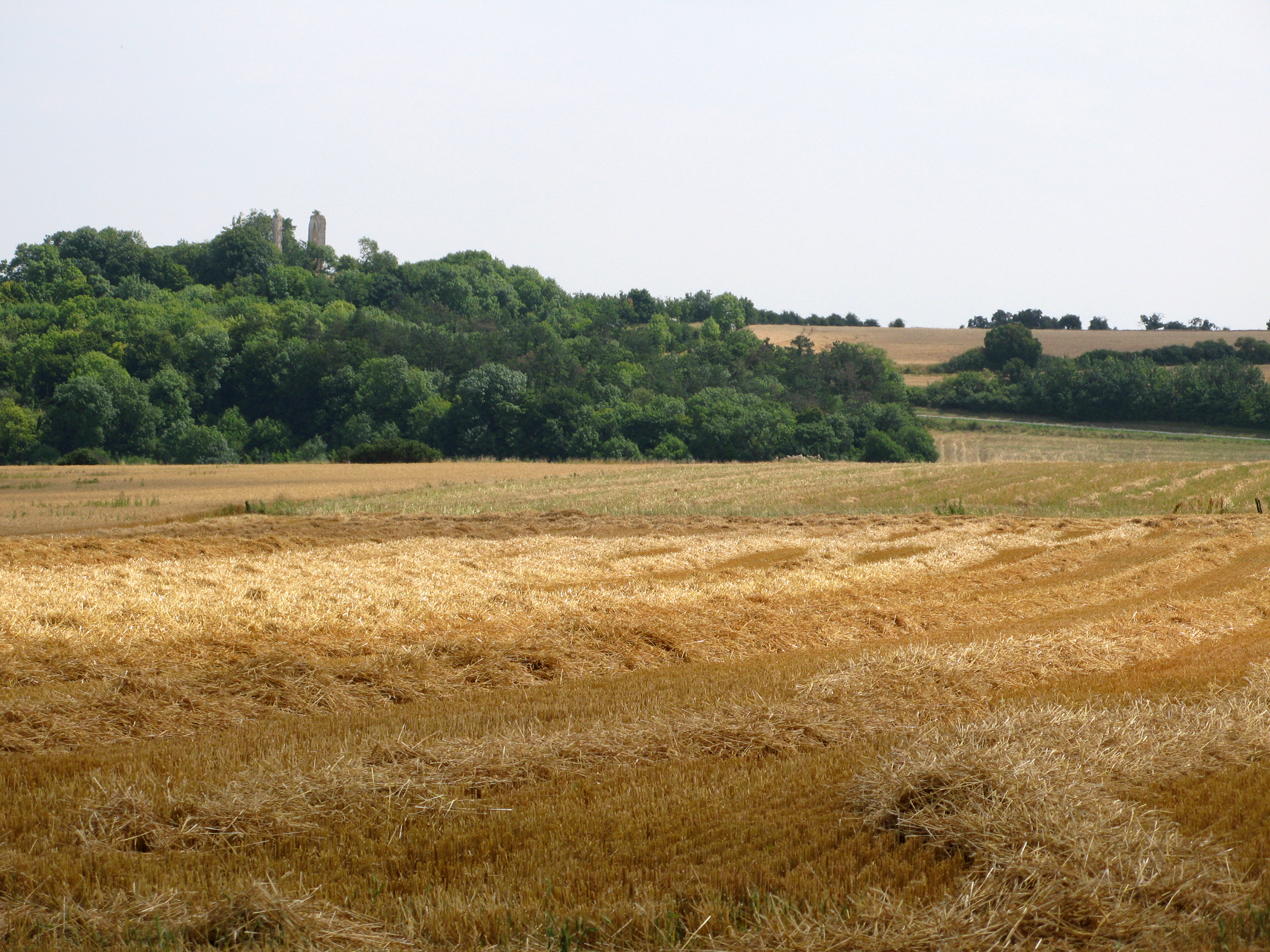
Vestiges d'une tour au milieu de la végétation couvrant la motte (vue depuis le chemin des Voiries, vers l'est).
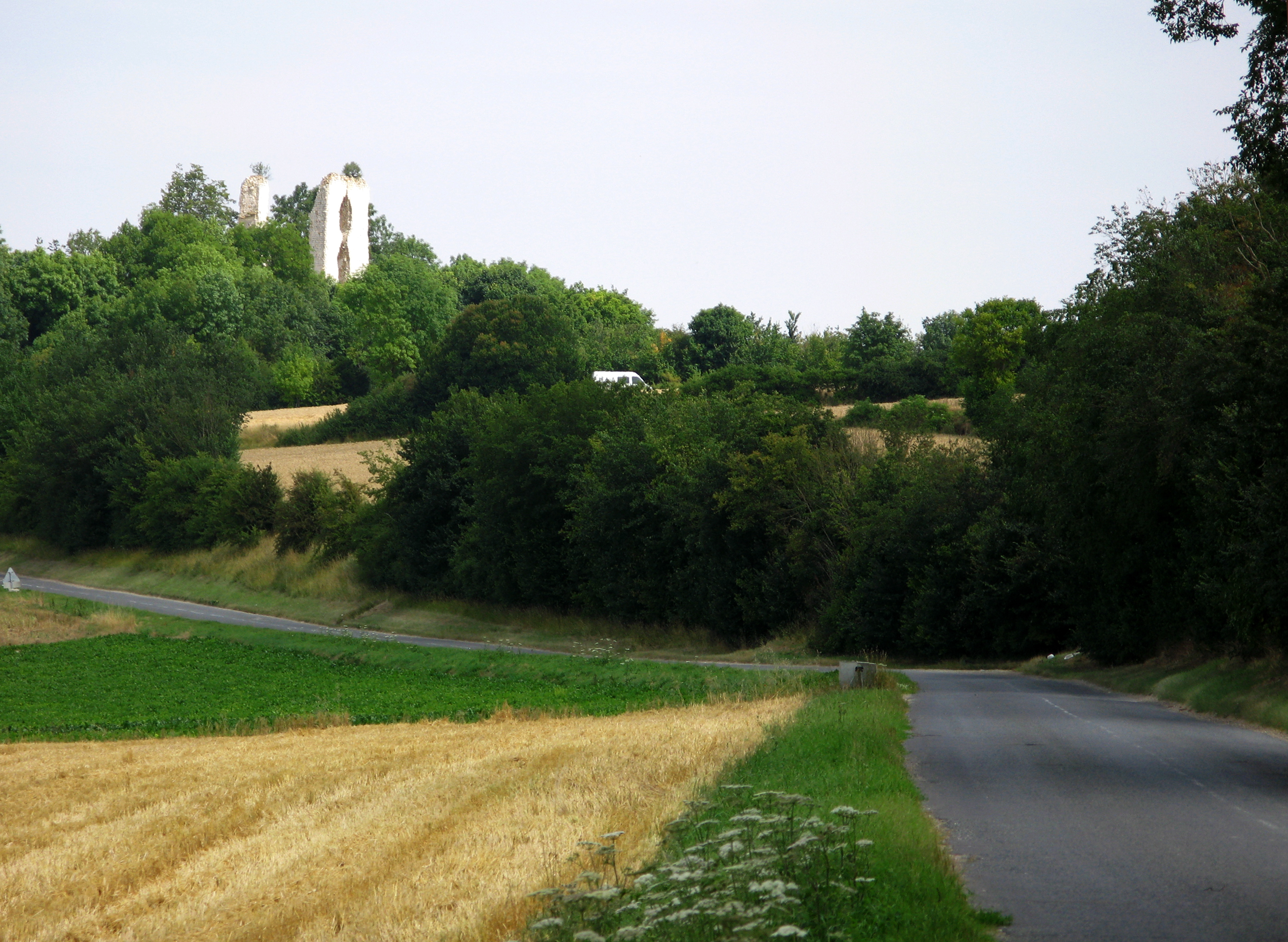
Les deux pans de muraille visibles depuis la route de Sains-en-Amiénois, vers le nord-est.
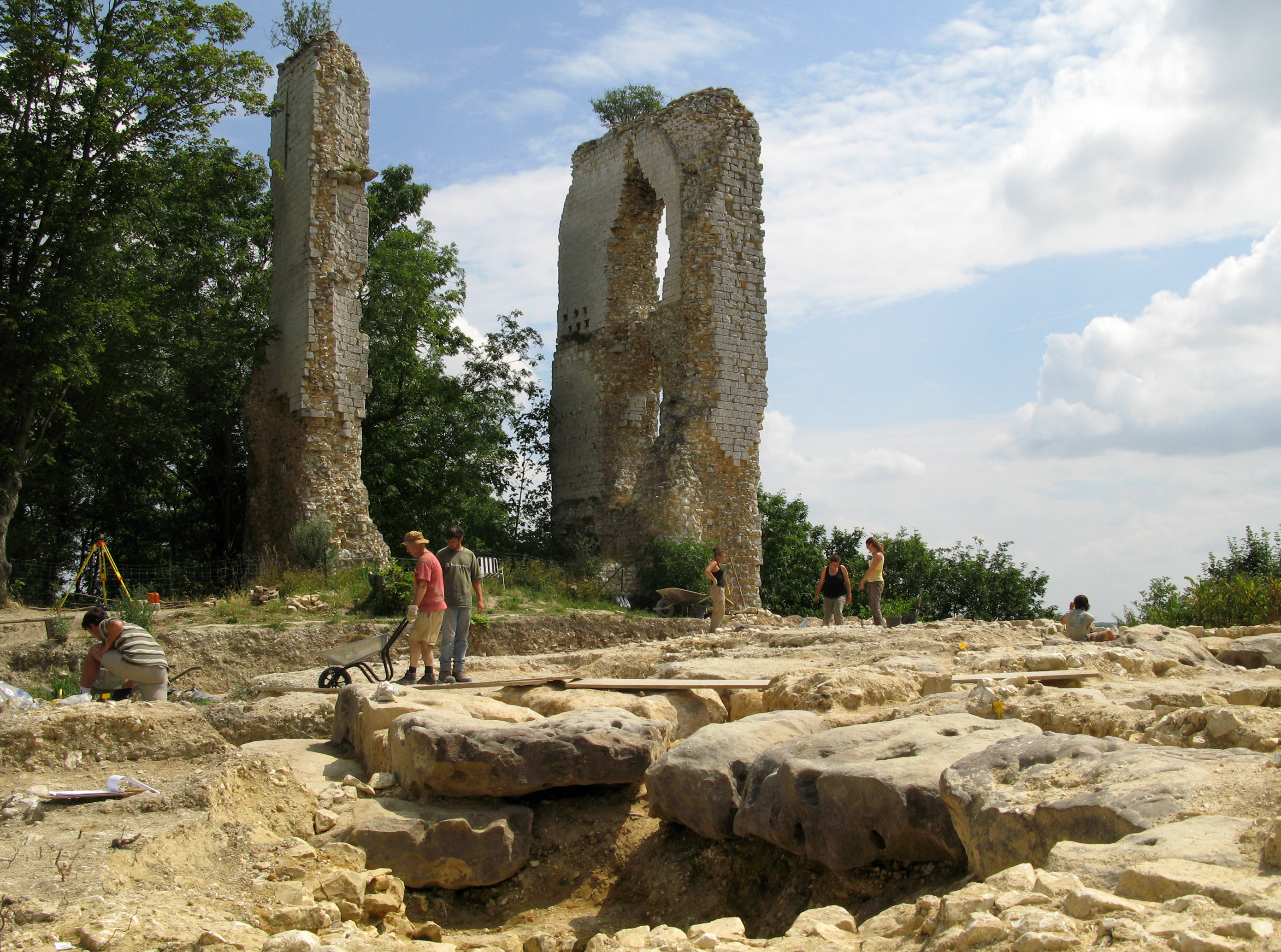
Mise au jour d'un alignement de blocs de grès lors de la campagne de fouilles 2008.
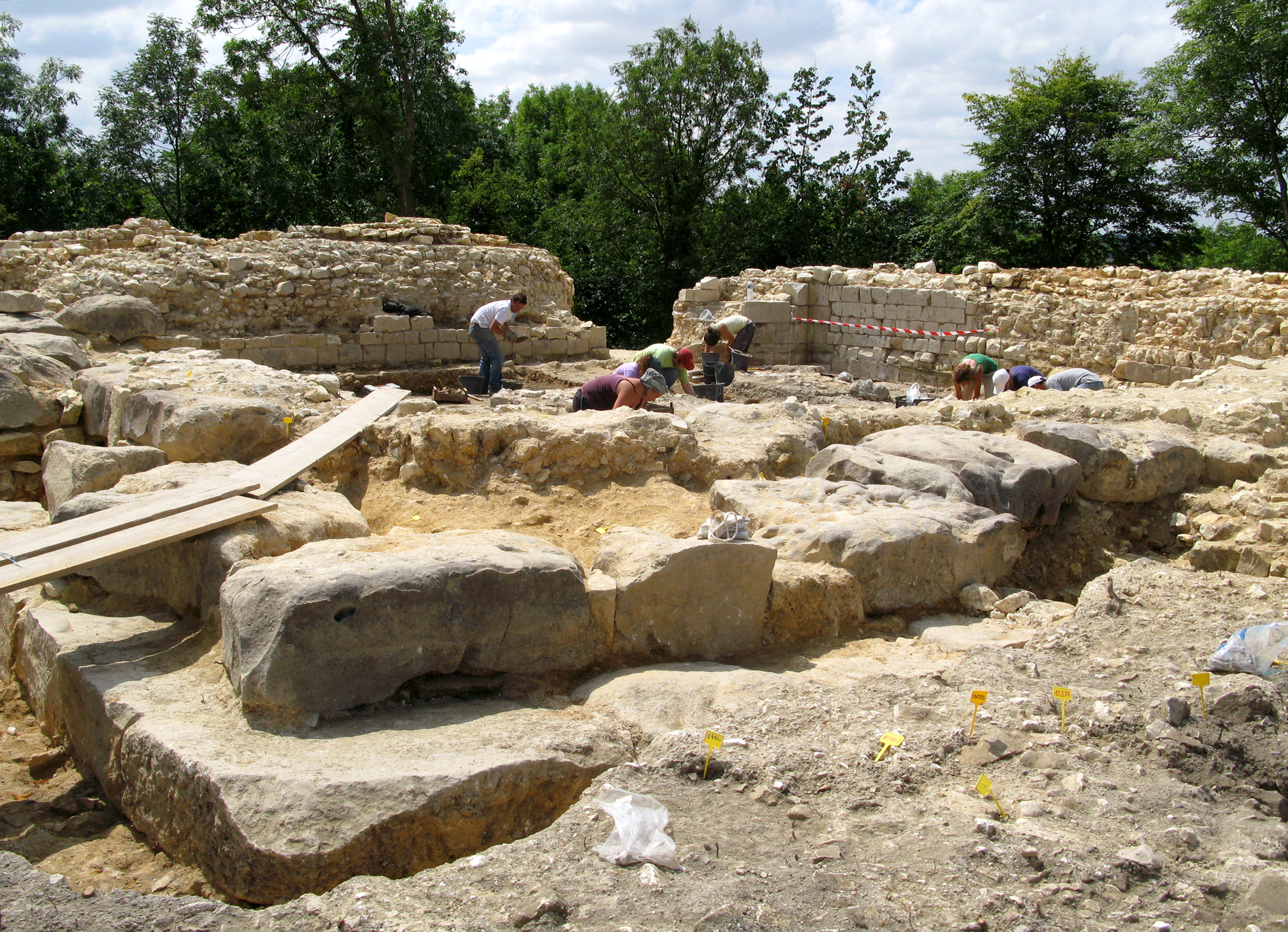
Emplacement du donjon principal, dans l'angle au fond.

#### Église Notre-Dame
L'église Notre-Dame-de-la-Nativité

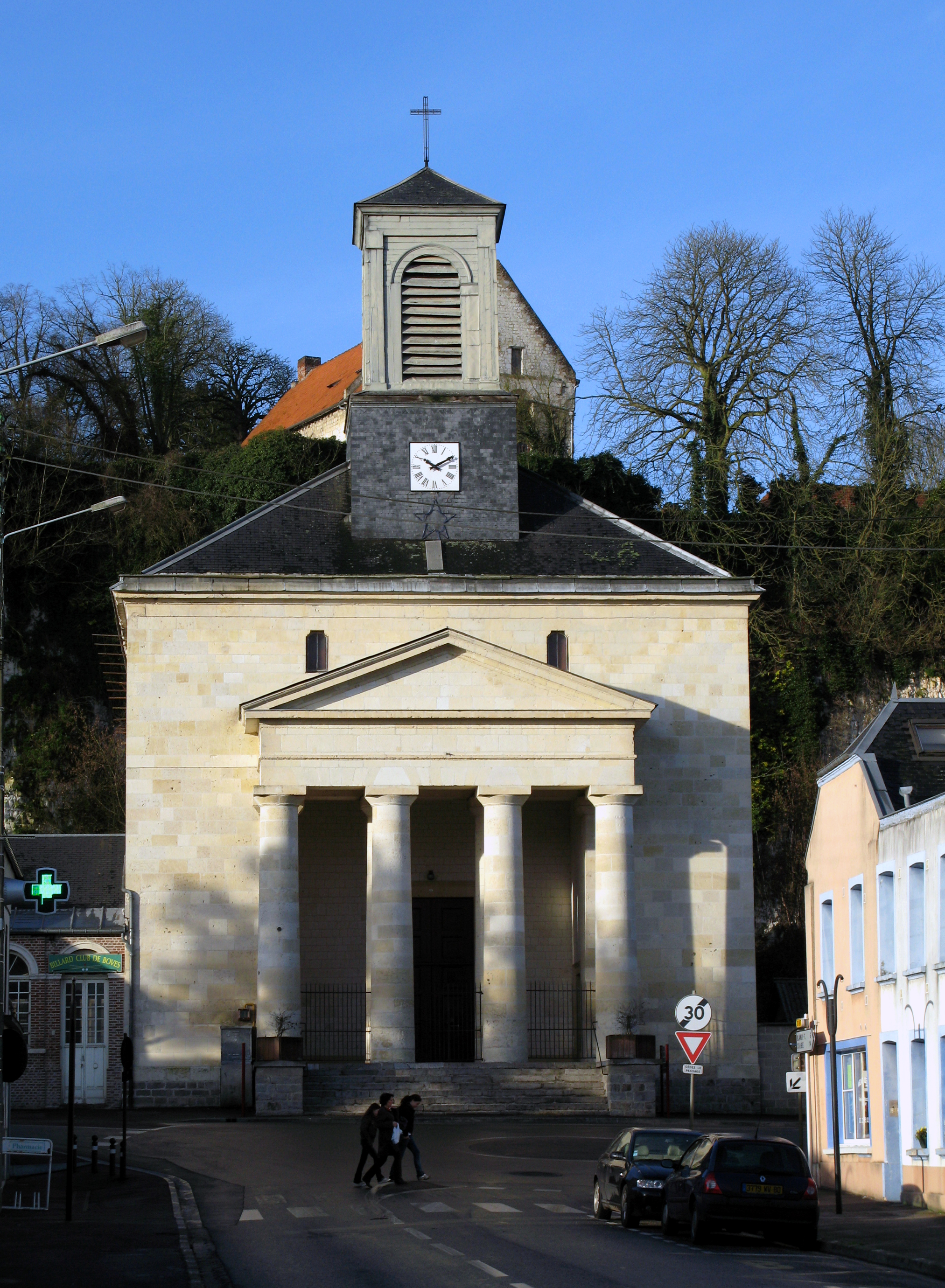
L'église est bâtie juste au pied de la falaise de craie.

L'église, partiellement classée monument historique, a été construite de 1805 à 1818 par l'architecte Etienne-Hippolyte Godde, en style néoclassique.

#### Chapelle Notre-Dame des Sept Douleurs
- Chapelle Notre-Dame-des-Sept-Douleurs

Route de Fouencamps, la statue de bois a été mise en lieu sûr.

#### Monuments commémoratifs
- Mémorial du bois de Gentelles, construit à l'initiative de l'Union des Anciens de la Résistance de Corbie et environs en 1947, en bordure de la route de Roye à Amiens, sur un terrain donné par monsieur de Thézy. 
Il honore la mémoire de 27 résistants (dont 5 non identifiés), assassinés par les Allemands en mai et août 1944. Les cadavres déposés dans deux fosses - anciennes cagnats de la Première Guerre mondiale - furent découverts le 8 septembre 1944. Les corps identifiés ont été inhumés et le charnier a été laissé en l'état depuis lors.
- Monuments de la guerre de 1870. Dans un enclos se trouvent les monuments suivants :
  - monument « À la mémoire des Français morts pour la défense de la Patrie 26-27 novembre 1870 », en forme d'obélisque sur base quadrangulaire, surmonté d'un christ en croix ;
  - monument en forme de borne à la mémoire de Jean Blary ,« mort pour la défense de la patrie le 27 novembre 1870 » ;
  - calvaire avec croix en fer forgé.

#### Ancien moulin
- Ancien moulin de la fin du XIXe siècle, transformé en bâtiment industriel[51].

#### Espaces naturels protétgés

- La réserve naturelle nationale de l'Étang Saint-Ladre. C'est la première réserve naturelle créée en Picardie, en 1979.
- Le marais de Boves et les prairies de Fort-Manoir, d'une superficie de 80 ha, sont situés entre Boves - au confluent de la Noye et de l'Avre - et la rocade autoroutière du sud d'Amiens (A 29). Le marais Saint-Nicolas au sud-est est composé d'étangs formés par l'extraction de la tourbe au XVIIIe siècle. Les prairies de Fort-Manoir ont servi au blanchiment de toiles au début du XXe siècle[52].

Ces différents lieux sont intégrés au Marais et tourbières des vallées de la Somme et de l'Avre, site Natura 2000 et site Ramsar depuis 2017.

### Personnalités liées à la commune
- Godeberthe de Noyon (sainte Godeberthe) : elle serait née vers 640, à Boves, d'une famille noble et pieuse. En 657, elle reçut le voile des mains de saint Éloi alors évêque de Noyon. Elle fonde ensuite un couvent de femmes, qui suivit la règle de saint Éloi.
- Enguerrand de Boves (1042-116), comte d'Amiens, seigneur de Boves, Coucy et La Fère, véritable fondateur de la Maison de Coucy. Marié en premières noces avec Ade de Marle, il est le père de Thomas de Marle.
- Jean de Boves, auteur de plusieurs fabliaux au XIIe siècle.
- Henri de Lorraine-Vaudémont né à Boves en 1425?, évêque de Thérouanne puis de Metz, mort en 1505.
- Patrick Lefèvre, auteur de plusieurs chansons, dont Terre de Boves.
- René de Obaldia, poète, romancier et dramaturge. membre de l'Académie française.
- Charles Mollien (1835-1879), homme politique né à Boves, député de la Somme.
- Jean-Claude Olry (1949-), céiste, médaillé olympique.

### Héraldique
| Blason de Boves | Blason  | De gueules à la bande d'or côtoyée de deux filets du même.. Ornements extérieursCouronne murale : trois tours Décorations : Croix de guerre 1914-1918. |
| Blason de Boves | Détails | La commune a repris le blason de Robert de Boves, seigneur du lieu au XIIIe siècle. Façade de la mairie. Depuis au moins 2012.                         |

## Pour approfondir